# Labuhan Papan
Labuhan Papan is een bestuurslaag in het regentschap Rokan Hilir van de provincie Riau, Indonesië. Labuhan Papan telt 2240 inwoners (volkstelling 2010).